# Тростянка (Богатівський район)
Тростянка (рос. Тростянка) — село в Богатівському районі Самарської області Російської Федерації.
Населення становить 520 осіб. Входить до складу муніципального утворення сільське поселення Печинено.

## Історія
Від 2005 року входило до складу муніципального утворення сільське поселення Печинено.

## Населення
| 2010 |
| ---- |
| 520  |